# Und dennoch lieben wir
Und dennoch lieben wir ist ein deutsches Filmdrama von Matthias Tiefenbacher aus dem Jahr 2011.

## Handlung
Chirurgin Anne May lebt mit ihrem Mann Peter, der als Schadensanalytiker arbeitet, und den Kindern Tommie und Tessa in einer Villa in München. Gerade sind Anne und Peter aus einem Urlaub am Mittelmeer zurückgekehrt und Anne erkennt, dass sich ihr Leben kurz vor ihrem 40. Geburtstag in einer Sackgasse befindet. Peter muss mal wieder beruflich ins Ausland, um ein schweres Zugunglück zu untersuchen. Anne bleibt zurück und fragt sich, ob ihre Ehe überhaupt noch sinnvoll ist. Sie befürchtet, dass sie zu reiner Routine verkommen ist. Auf Peters Anrufe reagiert sie nicht und ist den Tag über in Gedanken versunken. Ihr Sohn hat in der Schule den gleichaltrigen David kennengelernt, der mit seiner Mutter für ein halbes Jahr aus Chile nach Deutschland gekommen ist. Davids Mutter Carolin arbeitet im Auftrag des chilenischen Wirtschaftsministeriums. Eines Tages bringt Anne David nach Hause und lernt dabei auch Carolin kennen. Beide Frauen verstehen sich wie Seelenverwandte und verbringen den gesamten Abend zusammen. Am Ende duzen sie sich und Anne erkennt, dass sie zum ersten Mal seit langer Zeit wieder glücklich war. In der Folgezeit verbringen beide Frauen mit den Kindern viel Zeit, gehen zusammen schwimmen und einkaufen und Carolin ermutigt Anne, sich mal wieder selbst etwas zu gönnen und aus ihrer selbstgewählten Ehe-Einsamkeit zu treten. Anne will eigentlich ihren 40. Geburtstag nicht feiern, zumal Peter nicht im Lande sein wird, entscheidet sich jedoch auf Carolins Drängen hin anders. Sie kauft sich ein neues Kleid und lädt Freunde und Kollegen zu einer Feier mit chilenischem Essen, das sie mit Carolin zusammen zubereitet, ein. Die Kollegen wollen Anne eine besondere Freude machen: Sie haben Peter zur Feier geholt. Anne weiß nicht, ob sie darüber froh sein soll. Carolin jedoch ist entgeistert und verlässt die Feier frühzeitig.
Peter hat Carolin sofort wiedererkannt, hatte er mit ihr doch vor vielen Jahren eine kurze Affäre. Sie verließ ihn damals, weil sie wusste, dass er seine Frau Anne nie für sie verlassen würde. David ist Peters unehelicher Sohn, doch glaubt David, dass sein Vater Pilot ist. Carolin plant nicht, ihm von Peter zu erzählen. Anne wiederum weiß von alledem nichts. Sie ist verwundert, dass Carolin plötzlich sehr abweisend reagiert, Telefonanrufe ignoriert und auch bei einem Treffen im Büro kalt und unbeherrscht ist. Als Carolin eines Tages David bei ihnen abholt, hört Anne ein Gespräch zwischen Peter und Carolin mit, in dem sie ihm klarmacht, dass sie keinen Kontakt mehr mit ihm wünscht. Peter berichtet Anne schließlich von seiner Affäre mit Carolin, die vor zwölf Jahren nur eine kurze Episode war. Anne bittet Peter, in ein Hotel zu ziehen. Die Kinder erfahren nicht, warum sich ihre Eltern gestritten haben, leiden jedoch unter der Situation. Auch die vorher eng befreundeten Jungen David und Tommie streiten sich in der Schule und prügeln sich schließlich, so dass Anne und Carolin von der Lehrerin zu einem Gespräch gebeten werden. Nach einem verbalen Schlagabtausch verlässt Carolin das Lehrerzimmer, bricht jedoch auf dem Gang zusammen. Anne alarmiert den Notarzt.
Im Krankenhaus wird bei Carolin Bauchspeicheldrüsenkrebs im Endstadium festgestellt. Sie gibt zunächst Anne die Schuld und will ein Zweitgutachten, akzeptiert ihre Erkrankung jedoch nach einer Weile. Ihr Zustand verschlechtert sich rapide, doch versöhnen sich Anne und Carolin am Krankenbett. Immer wieder besucht die gesamte Familie mit David Carolin, die David schließlich gesteht, dass Peter sein Vater ist. Er ist zunächst überrascht, freundet sich jedoch schon bald mit dem Gedanken an, zumal er seit Carolins Krankenhauseinweisung bei Anne lebt. Die gesamte Familie ist bei Carolin, als sie stirbt. Am Ende lassen sie eine Himmelslaterne in Gedenken an Carolin in die Luft steigen. Zwischen Anne und Peter, der immer noch im Hotel lebt, kommt es zur langsamen Versöhnung.

## Produktion
Die Dreharbeiten zum Film begannen Anfang Februar 2011 und dauerten bis in den März hinein; gedreht wurde in München. Produziert wurde der Film von der TV-60 Filmproduktion für die ARD.
Der Film wurde am 29. Juni 2011 auf dem Filmfest München uraufgeführt. Ein deutscher Kinostart war jedoch nicht geplant. In der ARD wurde die Verfilmung am 23. November 2012 im Rahmen der ARD-Themenwoche „Leben mit dem Tod“ erstmals ausgestrahlt.

## Kritik
Der Filmdienst befand, dass sich in Und dennoch lieben wir die Bilder „strikt der Geschichte unter[ordnen], die perfekt und frei von jeder unnötigen Melodramatik erzählt wird und trotz des ernsten Schlusses eine gewisse Leichtigkeit annimmt.“ Die TV Spielfilm lobte den Film als „glaubhaft gespieltes Gefühlschaos“, das durch die gute Schauspielerleistung auch nicht ins Kitschige abgleite. Der Film zeige, dass „die Degeto viel mehr kann als nur pappige Zuckerwatte“ und dass es „eine feine Grenze zwischen kitschiger Sentimentalität und starken Gefühlen gibt“, befanden auch weitere Kritiker.

## Auszeichnungen
Produzent Andreas Schneppe wurde 2011 beim Filmfest München in der Kategorie Deutsche Fernsehfilme nominiert. Claudia Michelsen erhielt für ihre Darstellung der Anne 2011 eine Nominierung für den Hessischen Fernsehpreis in der Kategorie Beste Schauspielerin und wurde 2013 für den Bayerischen Fernsehpreis als Beste Schauspielerin, Fernsehen nominiert.